# Haplotaxodon microlepis
Haplotaxodon microlepis är en fiskart som beskrevs av Boulenger, 1906. Haplotaxodon microlepis ingår i släktet Haplotaxodon och familjen Cichlidae. IUCN kategoriserar arten globalt som livskraftig. Inga underarter finns listade i Catalogue of Life.